# Прва лига Југославије у кошарци 1948.
Прва лига Југославије у кошарци 1948. је било 4. првенство СФРЈ у кошарци. Играно је у Београду по турнирском систему. Титулу је освојила Црвена звезда.

### Табела
|    | Тим               | Игр. | Поб. | Пор. | П+  | П-  | Бод |
| -- | ----------------- | ---- | ---- | ---- | --- | --- | --- |
| 1. | Црвена звезда     | 5    | 4    | 1    | 229 | 145 | 8   |
| 2. | Пролетер Зрењанин | 5    | 4    | 1    | 196 | 156 | 8   |
| 3. | Јединство Загреб  | 5    | 3    | 2    | 188 | 182 | 6   |
| 4. | Енотност Љубљана  | 5    | 2    | 3    | 151 | 200 | 4   |
| 5. | Младост Загреб    | 5    | 1    | 4    | 142 | 163 | 2   |
| 6. | Металац Београд   | 5    | 1    | 4    | 138 | 198 | 2   |

| Првак Прве лиге Југославије 1948. |
| --------------------------------- |
| КК Црвена звезда 3. титула        |